# Prix Bob Morane
Der Prix Bob Morane ist ein französischer Literaturpreis, der seit 1999 verliehen wird. Der Preis geht auf eine Initiative von Marc Bailly zurück. Der Name des Preises bezieht sich auf die Figur des Bob Morane, der zunächst in den Romanen von Henri Vernes seine Abenteuer in den Grenz- und Schnittbereichen von Science-Fiction, Fantasy, Phantastik, Thriller und Spionageroman erlebt. Dementsprechend wird der Prix Bob Morane für Werke dieser Genres verliehen. Da Bob Morane neben den Romane und Fernsehserien auch Held einer bekannten Comicserie war, wurde der Preis zeitweise auch für Comics verliehen.
Auszeichnungen werden in den folgenden Kategorien vergeben:
- Französischer Roman (Roman francophone)
- Übersetzter Roman (Roman traduit / Roman étranger)
- Kurzgeschichte (Nouvelle): Kurzgeschichten und Kurzgeschichtensammlungen, sowohl französische Originalausgaben als auch Übersetzungen
- Comic (Bande dessinée)
- Spezialpreis (Coup de cœur / Prix spécial)

## Liste der Preisträger
2020
- Französischer Roman: Catherine Dufour für Danse avec les lutins
- Übersetzter Roman: Martha Wells für Défaillances systèmes : journal d’un assasynth (übersetzt von Mathilde Montier)
- Kurzgeschichte: Christophe Corthouts für Mémoires vivaces  und Bruno Pochesci für  L’espace, le temps et au-delà
- Spezialpreis: Jean-Pierre Andrevon für Anthologie des dystopies, les mondes indésirables de la littérature et du cinéma

2019
- Französischer Roman: Estelle Faye für Les Nuages de Magellan
- Übersetzter Roman: Ben H. Winters für Underground Airlines (übersetzt von Éric Holstein)
- Kurzgeschichte: Neil Gaiman für Signal d’alerte (übersetzt von Patrick Marcel)
- Spezialpreis: Anthologie SOS terre et mer

2018
- Französischer Roman: Sylvie Miller für Satinka
- Übersetzter Roman: Elan Mastai für Tous nos contretemps (übersetzt von Jean Bonnefoy)
- Kurzgeschichte: Olivier Paquet für Faux-semblance
- Spezialpreis: Pierre Bordage, Laurent Genefort und Laurent Whale für Crimes, Aliens et Châtiments

2017
- Französischer Roman: Philippe Laguerre für Manhattan Marilyn
- Übersetzter Roman: John Scalzi für Les Enfermés (übersetzt von Mikael Cabon)
- Kurzgeschichte: Southeast Jones für Il sera une fois
- Spezialpreis: Philip K. Dick für L’Exégèse

2016
- Französischer Roman: David Calvo für Sous la colline
- Übersetzter Roman: Ann Leckie für La Justice de l’ancillaire (übersetzt von Patrick Marcel)
- Kurzgeschichte: Li-Cam für Asulon
- Spezialpreis: Jadis

2015
- Französischer Roman: Morgane Caussarieu für Je suis ton ombre
- Übersetzter Roman: Ramez Naam für Nexus (übersetzt von Jean-Daniel Brèque)
- Kurzgeschichte: Sylvie Lainé für L’Opéra de Shaya
- Spezialpreis: Clameurs – Portraits voltés

2014
- Französischer Roman: Ayerdhal für Rainbow Warriors
- Übersetzter Roman: Christopher Priest für Les Insulaires (übersetzt von Michelle Charrier)
- Kurzgeschichte: Luvan für Cru
- Spezialpreis: Didier Graffet und Xavier Mauméjean für Steampunk, de vapeur et d’acier

2013
- Französischer Roman: Laurence Suhner für Vestiges
- Übersetzter Roman: Paolo Bacigalupi für La Fille automate (übersetzt von Sara Doke)
- Kurzgeschichte: Roland C. Wagner für Le Train de la réalité
- Spezialpreis: Laurent Genefort für die Romanserie Omale

2012
- Französischer Roman: Éric Holstein für D’Or et d'émeraude
- Übersetzter Roman: Dan Abnett für Zone de guerre (übersetzt von Julien Drouet)
- Kurzgeschichte: Alain Dartevelle für Mégalomanie
- Spezialpreis: Griffe d’Encre für sein Gesamtwerk

2011
- Französischer Roman: Jeanne-A Debats für Plaguers
- Übersetzter Roman: Ian McDonald für Le Fleuve des dieux (übersetzt von Gilles Goullet)
- Kurzgeschichte: Laurent Genefort für Rempart
- Spezialpreis: H. P. Lovecraft für Les Contrées du rêve

2010
- Französischer Roman: Stéphane Beauverger für Le Déchronologue
- Übersetzter Roman: Andreas Eschbach für En panne sèche
- Kurzgeschichte: Joëlle Wintrebert für La Déesse noire et le diable blond und die Sammlung La Créode et autres récits futurs
- Spezialpreis: Verlag Rivière blanche

2009
- Französischer Roman: Christophe Lambert für Le Commando des Immortels
- Übersetzter Roman: Dan Simmons für Terreur
- Comic:
  - französisch: Jean-Pierre Pécau und Damien für Une brève histoire de l’avenir
  - Übersetzung: Neil Gaiman für Les Bienveillantes
- Kurzgeschichte: Michael Marshall Smith für L’Homme qui dessinait des chats
- Spezialpreis: Lucie Chenu für seine Anthologien

2008
- Französischer Roman: Jérôme Noirez für Leçons du monde fluctuant
- Übersetzter Roman: Adriana Lorusso für Ta-Shima
- Comic:
  - französisch: Marazano Ponzio für Genetiks
  - Übersetzung: Takeshi Obata und Tsugumi Ōba für Death Note
- Kurzgeschichte: Lucie Chenu für seine Anthologie (Pro)Créations
- Spezialpreis: Bifrost (Zeitschrift)

Aus Anlass des 10-jährigen Jubiläums des Preises wurden folgende zusätzliche Preise vergeben:
- bester französischer Autor der letzten 10 Jahre (meilleur auteur francophone des 10 dernières années): Pierre Bordage
- bester übersetzter Autor der letzten 10 Jahre (meilleur auteur traduit des 10 dernières années): Stephen Baxter

Außerdem wurden die Besten der Preisträger der letzte 10 Jahre benannt:
- Französischer Roman: Catherine Dufour für Le Goût de l’immortalité
- Übersetzter Roman: Andreas Eschbach für Des milliards de tapis de cheveux
- Kurzgeschichte: Ted Chiang für La Tour de Babylone
- Comic: Andreas Martens für Deliah (Capricorne 3)

2007
- Französischer Roman: Jean-Marc Ligny für Aqua TM
- Übersetzter Roman: Sergueï Loukianenko für Les Sentinelles de la nuit
- Comic:
  - französisch: Nadja Fejto für La Forêt de l’oubli
  - Übersetzung: Ted Naifeh für Gloomcookie
- Kurzgeschichte: Ted Chiang für La Tour de Babylone
- Spezialpreis: Serge Lehman für die Anthologie Chasseurs de chimères, l’âge d’or de la science-fiction française

2006
- Französischer Roman: Catherine Dufour für Le Goût de l’immortalité
- Übersetzter Roman: Ian R. MacLeod für Les Îles du soleil
- Comic:
  - französisch: Bourhis für Comix Remix
  - Übersetzung: Steve Niles und Kieron Dwyer für Remains
- Kurzgeschichte: Jacques Barbéri für L'Âme des sondeurs
- Spezialpreis: Jean-Marc Ligny und Patrick Cothias für Monsieur Nemo et l’éternité

2005
- Französischer Roman: Johan Heliot für La Lune n’est pas pour nous
- Übersetzter Roman: Mary Gentle für Le Livre de Cendres
- Kurzgeschichte: Ugo Bellagamba für Chimères !
- Comic: 
  - französisch: Carole Beau, Fred Duval, Thierry Gioux und Christophe Quet für Zelda
  - Übersetzung: Neil Gaiman und Andy Kubert für 1602 (Complots et maléfices und Le Secret des Templiers)
- Spezialpreis: Buchreihen Terres fantastiques und Terres mystérieuses im Verlag Éditions Terre de Brume, herausgegeben von Xavier Legrand-Ferronnière

2004
- Roman français: Roland C. Wagner für La Saison de la sorcière
- Übersetzter Roman: Javier Negrete für Le Mythe d’Er ou le dernier voyage d’Alexandre le Grand
- Kurzgeschichte: Johan Heliot für Obsidio
- Comic: Hippolyte (Comicautor) für Dracula, Band 1
- Spezialpreis: Comicreihe Insomnie im Verlag Delcourt

2003
- Französischer Roman: Xavier Mauméjean für La Ligue des héros ou Comment lord Kraven ne sauva pas l’empire
- Übersetzter Roman: Neil Gaiman für American gods
- Kurzgeschichte: Colin Marchika für Aux portes d’Aleph-deux
- Comic: Luiz Eduardo de Oliveira für L’Expédition (Les Mondes d’Aldébaran, Cycle de Bételgeuse, Band 3)
- Spezialpreis: Buchreihe Autres mondes, herausgegeben von Denis Guiot bei Mango jeunesse

2002
- Französischer Roman: Pierre Bordage für L'Évangile du serpent
- Übersetzter Roman: Juan Miguel Aguilera für La Folie de Dieu
- Kurzgeschichte: Anne Duguël für Journal d’un clone
- Comic: Serge Le Tendre und Christian Rossi für Tirésias, Band 1 (L’Outrage) und 2 (La Révélation)
- Spezialpreis: Verlag Éditions de l’Oxymore

2001
- Französischer Roman: Michel Pagel für L’Ogresse
- Übersetzter Roman: Connie Willis für Sans parler du chien
- Kurzgeschichte: Jean-Jacques Nguyen für La Méridienne des songes
- Comic: David B. und Emmanuel Guibert für Le Capitaine écarlate
- Spezialpreis: Manchu (Illustrator) für seine Umschlagbilder

2000
- Französischer Roman: Fabrice Colin und Mathieu Gaborit für Confessions d’un automate mangeur d’opium
- Übersetzter Roman: Andreas Eschbach für Des milliards de tapis de cheveux und Luca Masali für Les Biplans de D’Annunzio
- Kurzgeschichte: Magali Ségura für Contre la fatalité
- Comic: Thierry Robin für Le Désespoir d’une ombre (Koblenz, Band 1)
- Spezialpreis: Mathieu Gaborit und Julien Delval für das Pen-&-Paper-Rollenspiel Agone

1999
- Französischer Roman: Serge Lehman für Aucune étoile aussi lointaine
- Übersetzter Roman: Stephen Baxter für Les Vaisseaux du temps
- Comic: Andreas Martens für Deliah (Capricorne, Band 3)